# Kohneh Qeshlāq
Kohneh Qeshlāq (persiska: کهنه قشلاق) är en ort i Iran.   Den ligger i provinsen Östazarbaijan, i den nordvästra delen av landet, 400 km väster om huvudstaden Teheran. Kohneh Qeshlāq ligger 1 631 meter över havet och antalet invånare är 160.
Terrängen runt Kohneh Qeshlāq är kuperad åt sydväst, men åt nordost är den platt. Runt Kohneh Qeshlāq är det ganska glesbefolkat, med 22 invånare per kvadratkilometer. Närmaste större samhälle är Davah Tāqī, 13,1 km söder om Kohneh Qeshlāq. Trakten runt Kohneh Qeshlāq består i huvudsak av gräsmarker.